# Młodzieżowe Indywidualne Mistrzostwa Szwecji na Żużlu 1997
Młodzieżowe Indywidualne Mistrzostwa Szwecji na Żużlu 1997 – cykl turniejów żużlowych, mających wyłonić najlepszych szwedzkich żużlowców w kategorii do 21 lat, w sezonie 1997. Tytuł wywalczył Peter I. Karlsson.

## Finał
- Vetlanda, 15 sierpnia 1997

| Msc. | Zawodnik           | Klub        | Pkt |  |  |
| ---- | ------------------ | ----------- | --- |  |  |
| 1    | Peter I. Karlsson  | Indianerna  | 15  |  |  |
| 2    | Emil Lindqvist     | Rospiggarna | 14  |  |  |
| 3    | Tobias Johansson   | Vetlanda    | 12  |  |  |
| 4    | Andreas Jonsson    | Rospiggarna | 10  |  |  |
| 5    | Andreas Bergström  | Masarna     | 8   |  |  |
| 6    | Fredrik Pettersson | Indianerna  | 8   |  |  |
| 7    | Kenny Olsson       | Västervik   | 8   |  |  |
| 8    | Freddie Eriksson   | Getingarna  | 7   |  |  |
| 9    | Jimmy Nicander     | Vargarna    | 7   |  |  |
| 10   | Magnus Haraldsson  | Vetlanda    | 7   |  |  |
| 11   | Patrik Dybeck      | Bysarna     | 6   |  |  |
| 12   | Joakim Aspgren     | Masarna     | 5   |  |  |
| 13   | Per Ola Claesson   | Ornarna     | 4   |  |  |
| 14   | Emil Kramer        | Ornarna     | 4   |  |  |
| 15   | Niklas Aspgren     | Masarna     | 4   |  |  |
| 16   | Patrik Gustavsson  | Indianerna  | 1   |  |  |